# Dezső Ákos Hamza
Dans le nom hongrois Hamza Dezső Ákos, le nom de famille précède le prénom, mais cet article utilise l’ordre habituel en français Dezső Ákos Hamza, où le prénom précède le nom.
Dezső Ákos Hamza, né le 1er septembre 1903 à Hódmezővásárhely, dans le comitat de Csongrád, en Hongrie, alors en Autriche-Hongrie – mort le 16 mai 1993 à Jászberény, est un réalisateur et peintre hongrois.

## Filmographie
- 1942 : Sirius